# Philander quica
Philander quica (Spaans: Filandro gris de Brasil), voorheen bekend als Philander frenatus is een zoogdier uit de familie van de opossums (Didelphidae). De wetenschappelijke naam van de soort werd voor het eerst geldig gepubliceerd door Coenraad Jacob Temminck in 1824.

## Taxonomie
De soort was tot 2018 bekend als Philander frenatus, maar omdat het holotype van P. frenatus niet uit het verspreidingsgebied van de soort komt, maar uit het oostelijke Amazonebekken, werd de wetenschappelijke naam begin 2018 veranderd in Philander quica. P. frenatus is nu een synoniem van Philander opossum.

## Voorkomen
De soort komt voor van oostelijk Brazilië tot Paraguay en Argentinië.